# Rutiån
Rutiån [ruti-] (finska: Mätäjoki) är en å i städerna Helsingfors och Vanda i landskapet Nyland i Finland. 
Rutiån är en så kallad stadsbäck som har ett avrinningsområde på 24,4 km². På det området bor 72 000 personer. Bäcken börjar vid ett kärr i stadsdelen Gruvsta i Vanda och mynnar ut i Stora Hoplaxviken. Rutiån var tidigare huvudfåra för Vanda å tills den nuvarande huvudfåran för Vanda å bildades för cirka 3 000 år sedan. Rutiån reagerar lätt på regn på grund av sitt stora avrinningsområde och den svämmar över under häftiga regnoväder.
Rutiån har iståndsatts vid Gamlas och där har bland annat ordnats utställningar och Rutiåfestivaler. I övrigt är Rutiåns stränder täckta av buskage, vilka lockar bland annat näktergal. Också flera arter av änder trivs vid bäcken.
Då Vandaforsbanan byggdes på 1970-talet byggdes en lång bro över ådalen. Samtidigt med banan byggdes nya bostadsområden och man funderade på att byta bäckens illa klingande namn. På banans planeringskartor hittar man det nya finska namnet Piijoki, men Rutiån och Mätäjoki är fortfarande bäckens officiella namn. På gamla kartor har namnet stavats Ruttin ån. Också Kustbanan Åbo-Helsingfors går över Rutiån vid Sockenbacka.

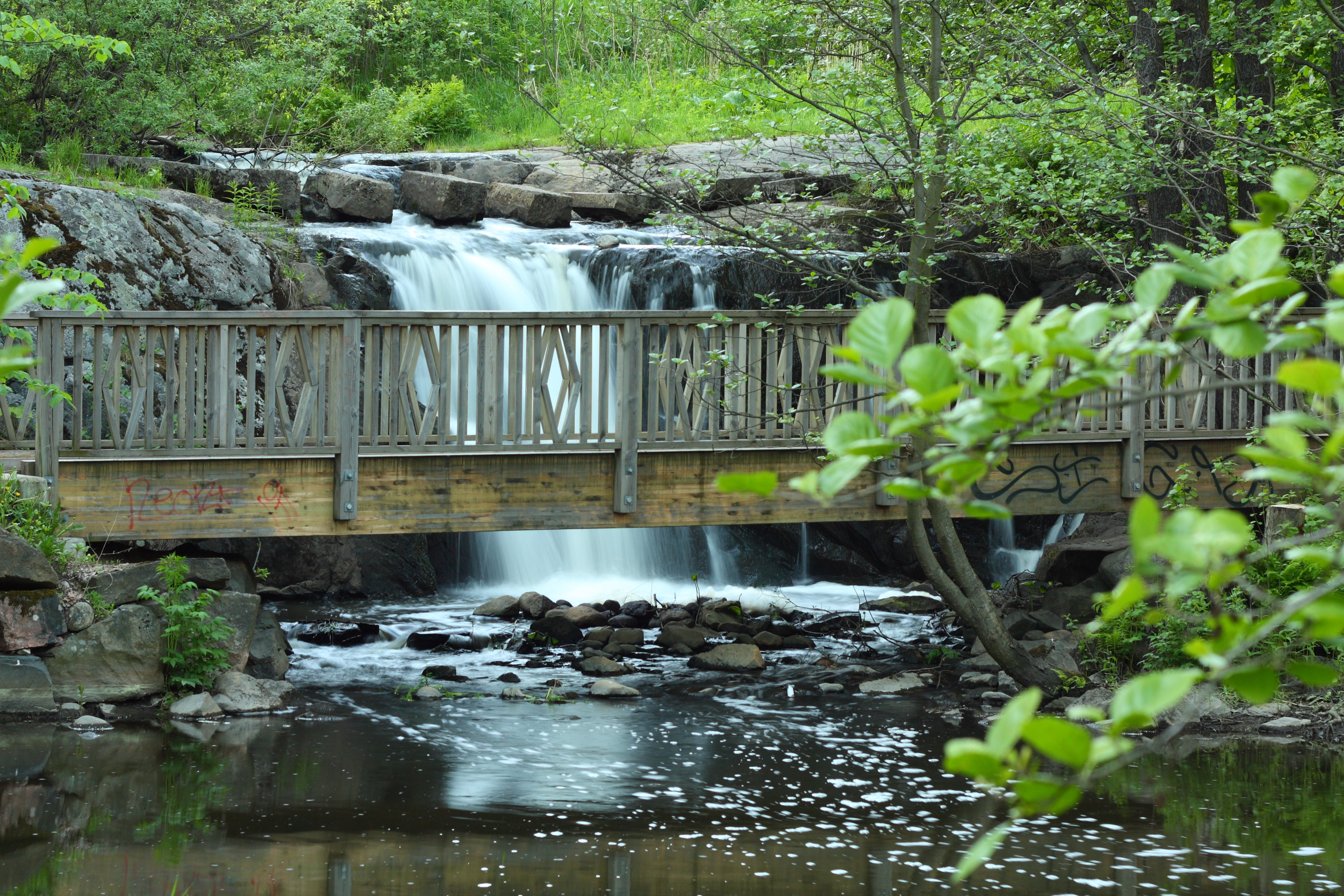
Ett vattenfall vid Sockenbacka.